# 亞人 (漫畫)
《亞人》（日語：亜人）是櫻井畫門的日本漫畫作品，講談社出版，最初於2012年7月《good!Afternoon》的23號上刊登。單行本1卷由三浦追儺編劇，櫻井畫門作畫，2卷開始櫻井畫門兼任故事創作。
2015年6月宣佈將製作三部電影動畫，瀨下寬之擔任總導演，森山佑樹負責角色設計，菅野祐悟負責音樂，由「Polygon Pictures」公司擔綱動畫製作。9月11日宣佈落實製作電視動畫，2016年1月在Netflix首播，製作和配音陣容與電影版不變。

## 故事簡介
1980年代，非洲戰場上發現了不會死亡的人類。此後人類不時發現一些不死的新人類，稱其為「亞人」。故事中的主角永井圭，為日本某高中上進的優秀生，某日卻遇上交通意外當場死亡。由於他下一刻死而復生，因此被發現是稀有的亞人，隨後即遭日本政府追捕。
逃離政府追捕的永井圭在摯友海斗的幫助下開始逃亡，逃亡期間遇上危機的永井圭則無意間發動了亞人的潛在能力。各國向來都對亞人進行不人道的機密試驗，一度遭到逮捕的永井圭也在實驗中慘遭反復虐殺，雖然後來成功逃離了政府的研究機構，隨後又面對亞人佐藤引發的亞人革命。圭不得不在追殺他的人類社會和立場相左的亞人群體間探索出一條自己可以生存的道路。
- 動畫與漫畫有些微的不同，例如漫畫版並沒按照名單順序暗殺，名單也稍有不同，漫畫版選擇保護甲斐並且其秘書未死，而動畫中則選擇大臣，但來不及作戰，改選擇保護橋口，而甲斐與秘書在槍擊新聞報導中確認死亡。

## 登場角色

### 主要角色
永井圭（聲：宮野真守、朝井彩加（幼時））
本作主角，全國模擬考試前段的資優生，擁有過目不忘的記憶力，可以將看到的東西記住大部份。人生目標想當上醫生照顧久病的妹妹然後平穩的生活。幼年時就曾看到自己的「黑色幽靈」。是個缺乏感性，徹底做任何事物都追求自身利益的的利己主義者，但有時也會做出非理性的行動，為何會如此矛盾連他自身也不清楚，在逃離厚生勞動省的研究設施後其追求合理性且利己的思考方式變的比較容易表露出來。對於唯一的朋友海斗顯得相當重視，在與海斗逃亡時害怕會危及他的性命而選擇單獨逃亡。
出生不久後死亡了，在那時候覺醒為亞人而復活，但單純被認為是奇跡。
「別種」能釋放「黑色幽靈」，其型態為基礎的人形，極為好戰，且完全不受永井圭指揮。永井圭自身的IBM粒子濃度超乎一般亞人的量，一般亞人只能叫出2至3隻左右的程度，且5至10分鐘左右就會消失，但永井圭本身能夠叫出5至9隻的程度，最久能維持30分鐘左右才會消失。
海斗（聲：細谷佳正、合田繪利（幼時））
永井圭童年時的朋友，為人重情重義。視永井圭為他的第一個朋友。即使被他拋棄（其實是永井圭母親強迫他們斷絕關係），只因父親是罪犯（所以沒有朋友），也依然視他為重要的友人。即使他變為亞人後，也視他是人類。
表明只要永井圭需要他幫忙，就一定會去幫他。
即使這可能會危及自己性命，也設法保護被通緝的永井圭。
因為幫過被通緝的永井圭而被關進少年感化院，但因為個性使然而救了時常被欺負的亞人——琴吹武，而意外得到琴吹武的承諾，幫助他逃出少年感化院一次。
中野攻（聲：福山潤）
佐藤發起的亞人抗爭中吸引到的亞人，因反對佐藤的做法遭到追殺，回到家卻又遭政府人員追捕。再度逃亡時，追蹤IBM柱而遇到永井圭，因理念不合，被不想透露自己所在處的永井圭關進廢棄的大貨車中。後永井圭遭村莊里的人追捕時，為了找幫手將他放出，與其一起行動。後又和永井圭為了對抗佐藤在戶崎手下接受訓練。個性為容易跟人混熟的熱血笨蛋，腦袋不好但擅體力活，沒念高中，在工地打工過活，
「普通種」無法釋放「黑色幽靈」（在非主要環節出現過他的黑色幽靈）。

### 厚生勞動省
戶崎優（聲：櫻井孝宏）
厚生勞動省派遣負責亞人的官員，一直對外宣稱亞人沒有危險性，但實質上對於亞人有著強烈的憎惡。因未婚妻（聲：大原沙耶香）發生事故昏迷不醒，龐大醫藥費皆由其負擔，為此非常執著於自己的地位，為了對抗佐藤綁架小倉郁也，後和永井圭合作擬定對付佐藤的計畫。在與永井圭準備計畫之時，有將永井圭的紀錄一切消除及給他新身分的密約，作為交換條件要他有辦法操控好自身的「黑色幽靈」以及事後對總理大臣的暗殺。在漫畫版中戶崎也在暗殺名單之內。
在對亞部隊發動後招募記者會並將世人對亞人一切的真相全數公開，在記者會結束後因為先前以刀子刺殺曾我部時被對方用尖錐刺中腹部而失血過多，坐在長椅上死亡。
下村泉（聲：小松未可子）
戶崎的下屬，年輕嬌小的女性，實為亞人。原名田中井陽子，因被繼父盜領走存款加上男友背叛，欲割腕自殺時被繼父騷擾發生打鬥而亡，被繼父發現是亞人，繼父為了賞金報案，陽子誤會母親不要她而離家出走，但其實母親欲阻止繼父，和繼父同歸於盡。知道事實後為感念母親和隱瞞身份，將名字改成下村泉，下村為生父姓，泉為母姓。亞人身份因戶崎包庇而保密，交換條件則是自亞人的威脅中保護戶崎。疑似對戶崎有好感但礙於身份的關係而沒有說出口。
「別種」能釋放「黑色幽靈」，形態為擁有三角錐頭部的人形，將其稱為小黑。
曾我部（聲：鈴村健一）
戶崎的後輩，與戶崎之間的關係非常惡劣，受大臣之命負責監視戶崎。在多次佐藤犯案後取代戶崎的位子，之後被戶崎用刀子殺死。

### 亞人
佐藤（聲：大塚芳忠）
本名「塞繆爾·T·歐文」，在訓練時期已被選中加入美國海軍陸戰隊的超精英部隊『Team』（軍人沒有名字、不會帶名牌的秘密部隊），在部隊同仁之間以「撲克臉」稱呼之，母親為中國人、父親為英國人的美國籍中英混血兒，是圖謀奪取國家的亞人組織的領導。喜歡戴著狩獵帽，在殘殺研究人員並救走田中後被亞人管理委員會稱為「帽子」的危險人物。
在美軍服役時，於某次進行隱密救援行動中，憑藉高超的隱蔽技巧，和隊友們不費一顆子彈就到達人質所在地，但因覺得過於無趣而故意開槍引來全部敵軍，在戰鬥時第一次流露表情。雖然任務成功卻造成一名隊友死亡及一名隊友重傷，自己也失去了右腿，回國後馬上就被軍法判處退役。
OVA版中，行動改為捕獲目標，一樣任務即將成功之際開槍引來敵軍追擊，甚至不惜對隊友出手想殺掉目標，被隊友開槍打傷阻止，之後被軍法判處退役。
退役後，迷上各種電子遊戲（尤其日本出產的），然後其在黑幫的叔父招攬他，希望以佐藤的經驗幫助他訓練在日本支部的新人。在一次中華街餐館的黑幫尋仇中，叔父與其同伴全滅，但佐藤卻憑一己之力殺死全部敵人。在接下來的五年，他不斷殺害黑幫，最終導致黑幫集體尋仇殺死他，在那時正式發現自己是亞人(由臉部傷疤的癒合，推測其在從軍前就已是亞人)，並屠殺所有在場黑幫。
天生的反社會人格者，性格極為好戰，自小的時候就把生命當做玩物來看待，表面上是為了亞人的未來行動，但實際上是要引發亞人與人類之間的對立化，藉此享受互相廝殺的過程與瀕臨死亡的刺激感，為此永井圭稱呼他為「遊戲狂」。
對於「亞人之死」並不在乎，徹底活用亞人的優勢並使用了許多常人無法預測的戰術來進行作戰。
另外，在於第一部電影版動畫中與永井圭所交換的記憶不同（有可能是交換片段再多出了些），就畫面來看就是第一例亞人「神兵」，後於動畫OVA的劇情表示為「神兵」為他所屬部隊所捕獲並深深著迷。
「別種」能釋放「黑色幽靈」型態為擁有爬蟲類頭部的人形，漫畫中有張嘴則動畫版中並未張嘴。
利用亞人的重生機制大量販售自己的器官來獲取資金，購買武器。
田中功次（聲：平川大輔）
日本第二位被發現的亞人，因家人無法繼續帶他逃亡加上賞金傳聞後被抓，被亞人管理協會進行慘無人道的人體實驗整整3年以上，性格冷酷無情但實際上內心卻非常善良，相信佐藤能給於亞人自由而跟隨佐藤。槍法非常的爛。在跟隨佐藤一段時間後受不了他的暴力行動，之後脫離佐藤這派而轉而和永井一方合作。
「別種」能夠釋放「黑色幽靈」，型態為基礎的人型
中村慎也（聲：梶裕貴）
日本真正意義上第二位被發現的亞人，也是首次發現「別種」。
騎行機車發生死亡車禍後復活，因為復活後過於驚慌，處理車禍痕跡時，沒發現安全帽和還在安全帽內的頭部，從而發現為亞人。遭遇亞人管理委員會的逮捕時，好友祐介因掩護他中槍身亡，追捕人員也將他擊殺，從而造成龐大的精神壓力與死亡時間堆疊而產生洪流現象，故釋放出大量IBM，殺光在場所有追捕者後逃亡，則消息並沒有對外公開，因此只有亞人管理委員會知道其事件。
該事件稱為「中村慎也事件」，此後亞人管理委員會對付亞人皆使用麻醉槍。
奧山真澄（聲：吉野裕行）
佐藤號召而來的亞人之一，天生右腳殘缺不便。精通機械跟駭客技術
漫畫版中曾任forge安全公司的電子技術員。
「普通種」無法釋放「黑色幽靈」
動畫中為「別種」能夠釋放「黑色幽靈」一天只能放出一次且行動非常笨拙。
高橋（聲：野川雅史）
佐藤號召而來的亞人之一，性格蠻橫，戰鬥時會嗑藥。
「別種」能夠釋放「黑色幽靈」,型態類似無頭的人型，沒有脖子頭與身體相連
玄（聲：藤巻大悟）
佐藤號召而來的亞人之一，留著小辮子，枪法了得，總與高橋一起行動當助手，無法招喚黑色幽靈，戰鬥時也會嗑藥。
真實身分是普通人類，是高橋的弟弟，跟著哥哥尋求樂趣才加入佐藤的行動，在對抗對亞部隊時不幸中彈身亡。
秋山禮二（聲：小山力也）
在高知縣消防局上班的消防員，育有一女，參加佐藤的號召集會後反對佐藤計畫遭追殺，在保護中野攻逃走後被密封在水泥桶裡監禁，後來被主角一行人救出。
「別種」能夠釋放黑色幽靈，型態為擁有火焰狀頭部的人形
琴吹武（聲：齊藤壮馬）
與海斗同樣在少年感化院的少年，17歲。性格不愛與人交際，曾在佐藤號召亞人時逃出感化院參與集會，但因本身是少年犯，所以沒有參加第二次聚會逃過一劫。因海斗多次替他挺身而出而跟海斗定下隨時能幫他逃獄的約定，對海斗的朋友永井圭感到很有興趣。
後期和海斗逃出少年感化院救了被反亞人群眾攻擊的圭和其妹-慧理子，反被永井圭請求希望能替他保護海斗和慧理子。
「別種」能夠釋放黑色幽靈，型態為極其稀有的翅膀狀雙臂的人型，能夠飛行。佐藤曾表示非常想要這種黑色幽靈。
鈴木純
日本第一位被發現的亞人，發現時間於亞人管理協會成立之前，並接受保護送到美國研究所。
無法離開研究所，但過著正常人的生活。
「普通種」無法釋放黑色幽靈
吉姆
美國發現的亞人，目前受研究所保護。
「普通種」無法釋放黑色幽靈
史密斯
美國研究所的博士，同時也是亞人，為了解開亞人之謎而投入研究。
「普通種」無法釋放黑色幽靈

### 永井家
永井媽媽（聲：澤海陽子）
小時候曾命令圭不許與海斗見面，並刪除圭手機中和海斗有關的資訊。
與圭同樣都是個理性主義者，但認為兒子其實並不像自己那樣冷靜，也有著像其父親一樣感性的地方，曾向慧理子表示自己正是喜歡丈夫夠感性。
永井慧理子（聲：洲崎綾）
永井圭之妹；體弱多病，常住院療養，喜欢海斗。
从小就認為哥哥的本性十分冷血，因此十分厌恶他。後和母親的談話得知哥哥的個性實為理性而非冷血。

### 其他
小倉郁也（聲：木下浩之）
生物物理學家。亞人研究的權威，因論點在日本不受看重而被美國挖角研究亞人。是個比起愛命更愛自己煙的老菸槍，經常抽已經停產的「FK」香菸。
FK香菸為過世的兒子所贈送的禮物，因此堅決不抽其他品牌香菸，實際上本人討厭FK的味道，在最後一根香菸抽完時站在永井圭的共流面前。
在準備被殺時，共流剛好消失得以倖存
渡邊（聲：KENN）
圭的同班同学。
常把自己和亚人（圭）共处的经历而向他人炫耀。
中島啟介（聲：逢坂良太）
圭的同班同学，对身为亚人的永井圭表示同情。
但在认识到现实后就失去了这份同情，变为对亚人漠不关心的一般人。
祐介（聲：江口拓也）
中村慎也的摯友。替中村慎也擋子彈而亡。
高馬陸佐（聲：山本格）
負責對亞人的作戰及「對亞人特戰部隊」的指揮官。
甲斐敬一
forge安全公司的社長。戶崎大學時代的同學，認為攻擊就是最好的防禦。
動畫版中僅以入住飯店發生槍戰的新聞帶過其與秘書的死亡。
大臣（聲：大川透）
負責跟集團掛勾處理亞人的大官，亞人管理委員會為旗下在厚生省設置的單位。
在高橋的恐怖攻擊行動時受傷而命令戶崎的行動全部停止並打算與佐藤對談。
動畫版中被列入佐藤暗殺名單內，一直隱蔽不出多時，最終於參加會議時被佐藤暗殺。

## 用語解說
亞人
最早是在1980年代非洲的戰場上發現，瞬即成為全世界政府、軍隊、警察、黑白兩個世界的目標。外表與一般人類無異，但擁有不死之身和異於常人的異能，而且人數極少。按官方，全世界只有47名亞人，在日本正式記錄的則只有2人，但未被官方發現的實際數量可能更多。因其具備極高的經濟價值以及數量稀少等原因，發現後往往會遭人類追殺，或以極為不人道的方式對「亞人」進行各種研究。
其吶喊能令人類肌肉數秒內僵直無法動彈，像蛇盯住的青蛙一樣，親近的人效果會減弱，但對亞人無效，人類可以用耳塞或是阻隔聲音的防具（如頭盔）等...來防禦。
亞人雖然擁有不死之身，但遭遇非致命傷害時，如骨折或斷肢，傷口並不會復原，只有死亡後身上的傷勢才會恢復。
亞人死亡時，身體會從最大的肉塊開始再生，當屍塊距離太遠時，則會直接長出新的，在長出新的時候會釋放神秘物質將所有阻礙再生的東西分解破壞，如漫畫中佐藤為了找出甲斐社長，就曾利用門和自己斷臂的再生阻礙，成功在隱藏門上開洞。
而佐藤提出的「亞人之死」就是將對方腦袋砍下來丟到遠處使之長出新的腦袋這樣倒底是否還是原本的自己這一『沼澤人』理論。
亞人死亡時會由上一條生命最大的肉塊再生，不屬於上一條命的肉塊則不會變成再生體，則佐藤利用這點來販賣自己的器官。
實際上亞人是意念下的產物，在人類對"生"的渴望達到一定的境界，就會成為亞人，可能是死而不捨，也可能是對愛人的留念等諸多原因...
別種（Advance）
亞人的特殊個體，能夠放出黑色幽靈。
黑色幽靈（Invisible Black Matter，簡稱IBM）
亞人所產生的特殊未知物質組成的分身，又稱IBM。擁有以主人性格為基礎的人格，外觀近似人形木乃伊，個體有外觀差異（就佐藤所言應該是在經歷增加後才會變形），主要是手和嘴部。其透明度100%，所以一般人的肉眼無法看見，只有偶爾在精神壓力極大的情況能看見，亞人則皆能清楚看見。個體能力和人類相差無異，但不受大腦制約，所以能使出應激反應怪力。IBM消散時會產生特殊電磁波，亞人能藉此和自己的IBM交流，若遇上雨天就有收訊不穩，難以控制的現象。一個亞人可放出多個IBM，但能精確控制的只有一個。若長期放置不管，IBM會不受控制憑自己意識行動，由於生成IBM的物質不穩定，生成的同時便開始消散，所以IBM經過5～10分鐘就會消滅；亞人一天只能放出IBM一兩次。
前軀體
普通人類死亡後身體重生成生前的模樣但卻依舊保持死亡狀態而未復活
目前首次發現的前軀體為「中村慎也事件」的祐介
被美國研究人員史密斯稱為揭發亞人真相的的線索。
對亞人特戰部隊
由高馬陸佐為首所建立的對亞人特戰部隊，簡稱對亞部隊
實際上只是高層為了滿足自己的虛榮心並隨意以數名菁英組織而成的虛假部隊(相比之下，特殊奇襲部隊[SAT]人數就多了好幾倍)
但高馬陸佐依然將這個對亞部隊進行嚴格訓練，也因此變成真正富有對亞人知識的對亞部隊
由於是非法組成，在未經高層同意絕不能使用的秘密部隊，對外公開對亞就意味高層犯法

## 出版書籍

### 漫畫
| 卷數 | 講談社                     | 講談社                                                            | 文化傳信       | 文化傳信               | 東立出版社     | 東立出版社             |
| 卷數 | 發售日期                   | ISBN                                                              | 發售日期       | ISBN                   | 發售日期       | ISBN                   |
| ---- | -------------------------- | ----------------------------------------------------------------- | -------------- | ---------------------- | -------------- | ---------------------- |
| 1    | 2013年3月7日               | ISBN 978-4-06-387868-4                                            | 2014年3月1日   | ISBN 978-988-8196-49-4 | 2014年3月12日  | ISBN 978-986-348-265-9 |
| 2    | 2013年6月7日               | ISBN 978-4-06-387902-5                                            | 2014年3月1日   | ISBN 978-988-8196-50-0 | 2014年4月15日  | ISBN 978-986-348-266-6 |
| 3    | 2013年11月7日              | ISBN 978-4-06-387934-6                                            | 2014年6月1日   | ISBN 978-988-8196-60-9 | 2014年5月28日  | ISBN 978-986-348-267-3 |
| 4    | 2014年5月7日               | ISBN 978-4-06-387972-8                                            | 2014年9月1日   | ISBN 978-988-8196-18-0 | 2014年8月21日  | ISBN 978-986-365-156-7 |
| 5    | 2014年11月7日              | ISBN 978-4-06-388007-6                                            | 2015年2月6日   | ISBN 978-988-8318-32-2 | 2015年4月13日  | ISBN 978-986-365-512-1 |
| 6    | 2015年6月5日               | ISBN 978-4-06-388067-0                                            | 2015年8月15日  | ISBN 978-988-8320-13-4 | 2015年9月21日  | ISBN 978-986-431-682-3 |
| 7    | 2015年11月6日              | ISBN 978-4-06-388098-4                                            | 2016年4月25日  | ISBN 978-988-8320-31-8 | 2016年3月2日   | ISBN 978-986-462-516-1 |
| 8    | 2016年4月28日 2016年5月6日 | ISBN 978-4-06-358796-8（限定版） ISBN 978-4-06-388137-0（通常版） | 2016年10月8日  | ISBN 978-988-8320-69-1 | 2016年8月29日  | ISBN 978-986-470-411-8 |
| 9    | 2016年10月7日              | ISBN 978-4-06-358797-5（限定版） ISBN 978-4-06-388189-9（通常版） | 2017年3月24日  | ISBN 978-988-8319-45-9 | 2017年1月24日  | ISBN 978-986-482-145-7 |
| 10   | 2017年4月7日               | ISBN 978-4-06-358798-2（限定版） ISBN 978-4-06-388248-3（通常版） | 2017年10月10日 | ISBN 978-988-8319-88-6 | 2017年9月15日  | ISBN 978-986-486-140-8 |
| 11   | 2017年9月7日               | ISBN 978-4-06-388285-8                                            | 2018年2月2日   | ISBN 978-988-8320-89-9 | 2017年12月18日 | ISBN 978-986-486-877-3 |
| 12   | 2018年5月7日               | ISBN 978-4-06-511462-9                                            | 2019年1月4日   | ISBN 978-988-8510-41-2 | 2018年9月14日  | ISBN 978-957-26-1267-5 |
| 13   | 2018年11月7日              | ISBN 978-4-06-513444-3                                            |                |                        | 2019年2月22日  | ISBN 978-957-26-2197-4 |
| 14   | 2019年6月7日               | ISBN 978-4-06-516045-9                                            |                |                        | 2020年4月1日   | ISBN 978-957-26-3673-2 |
| 15   | 2019年11月7日              | ISBN 978-4-06-517509-5                                            |                |                        | 2020年6月19日  | ISBN 978-957-26-4509-3 |
| 16   | 2020年5月7日               | ISBN 978-4-06-519476-8                                            |                |                        | 2020年9月14日  | ISBN 978-957-26-5325-8 |
| 17   | 2021年5月7日               | ISBN 978-4-06-522989-7                                            |                |                        | 2022年1月10日  | ISBN 978-957-26-7142-9 |

### 小說
「小說 電影 亞人」
原作：櫻井畫門，作者：松田朱夏，劇本：瀨古浩司、山浦雅大、原作：電影「亞人」製作委員會
- 1. 2017年9月5日 ISBN 978-4-06-393270-6

## 動畫
2015年6月5日劇場版動畫化決定。全3部。同年9月電視動畫化決定。電視動畫的製作人員和配音與劇場版動畫相同。內容上較劇場版動畫增添了部分細節。

### 製作人員
- 總監督：瀨下寬之
- 副監督：安藤裕章
- 系列構成：瀨古浩司
- 製作設計：田中直哉
- 人物設計：森山佑樹
- 美術監督：瀧口比呂志
- 色彩設計：野地弘納
- 造形監督：片塰滿則
- 演出：鹿住朗生、井手恵介
- CG總監：岩田健志、溝口結城、菅井進
- 音響監督：岩浪美和
- 音樂：菅野祐悟
- 動畫製作：Polygon Pictures
- 出品：東寶映像事業部
- 製作：亞人管理委員會

### 主題曲
劇場版
「夜晚能安然入眠嗎？」（劇場版第1部）
作詞：山村隆太，作曲：阪井一生，編曲：百田留衣，主唱：flumpool
「innocence」（劇場版第2部）
主唱：LAMP IN TERREN
「The Birth」（劇場版第3部）
作詞、主唱：宮野真守，作曲、編曲：Jin Nakamura
電視動畫・OAD
片頭曲
「夜晚能安然入眠嗎？」（第1季、OAD）
作詞：山村隆太，作曲：阪井一生，編曲：百田留衣，主唱：flumpool
（第2季#14~#19）
作詞：atsuko，作曲：atsuko、KATSU，編曲：KATSU、Satoshi Yaginuma，主唱：angela × fripSide
「The end of escape」（第2季#20~）
作詞、作曲：Satoshi Yaginuma，編曲：Satoshi Yaginuma、KATSU，主唱：fripSide × angela
片尾曲
「HOW CLOSE YOU ARE」（第1季、OAD）
作詞：marhy、CJ VANSTON、Jin Nakamura，作曲、編曲：Jin Nakamura、CJ VANSTON，主唱：宮野真守
（第2季）
作詞、作曲：尾崎世界觀，編曲：CreepHyp，主唱：CreepHyp

### 各話列表
| 話數  | 日文標題 | 中文標題 | 劇本                     | 分鏡                                                   | 演出                     | 上映日期       |
| ----- | -------- | -------- | ------------------------ | ------------------------------------------------------ | ------------------------ | -------------- |
| 第1部 |          | 衝動     | 瀨古浩司 豬原健太 熊谷純 | 森田宏幸、福島宏之 澤良輔、鹿住朗生 大串映二、井手惠介 | 鹿住朗生 澤良輔 井手惠介 | 2015年11月27日 |
| 第2部 |          | 衝突     |                          |                                                        |                          | 2016年5月6日   |
| 第3部 |          | 衝戟     |                          |                                                        |                          | 2016年9月23日  |

| 話數       | 日文標題 | 中文標題                          | 劇本              | 分鏡                        | 演出              |
| 第1季      | 第1季    | 第1季                             | 第1季             | 第1季                       | 第1季             |
| ---------- | -------- | --------------------------------- | ----------------- | --------------------------- | ----------------- |
| #01        |          | 和我們無關的話題                  | 豬原健太          | 福島宏之、澤良輔 森田宏幸   | 瀨下寬之 安藤裕章 |
| #02        |          | 為什麼會變成這樣 我明明沒任何過錯 | 熊谷純            | 福島宏之、澤良輔 森田宏幸   | 澤良輔            |
| #03        |          | 或許已經到此為止了吧？            | 豬原健太          | 森田宏幸、鹿住朗生          | 鹿住朗生          |
| #04        |          | 黑色的幽靈你有見過嗎？            | 熊谷純            | 森田宏幸、澤良輔 大串映二   | 澤良輔            |
| #05        |          | 危急關頭卻要向人求助的人渣        | 豬原健太          | 森田宏幸、鹿住朗生          | 鹿住朗生          |
| #06        |          | 我要連你一起宰了                  | 熊谷純            | 森田宏幸、大串映二 井出惠介 | 井出惠介          |
| #07        |          | 真相必須掩蓋                      | 瀨古浩司          | 森田宏幸、澤良輔            | 澤良輔            |
| #08        |          | 準備迎接衝擊                      | 豬原健太          | 森田宏幸、鹿住朗生          | 鹿住朗生          |
| #09        |          | 慢着，我們再談談                  | 瀨古浩司          | 森田宏幸、井出惠介          | 井出惠介          |
| #10        |          | 生成的同時就已開始分解            | 豬原健太 熊谷純   | 森田宏幸、澤良輔            | 澤良輔            |
| #11        |          | 好了，表演時間到                  | 瀨古浩司          | 鹿住朗生                    | 鹿住朗生          |
| #12        |          | 好了，我累了                      | 豬原健太          | 森田宏幸、井出惠介          | 井出惠介          |
| #13        |          | 佐藤先生，都是因為你一切都亂了    | 瀨古浩司          | 森田宏幸、澤良輔            | 澤良輔            |
| 第2季      |          |                                   |                   |                             |                   |
| #14        |          | 好像開始變得麻煩了                | 瀨古浩司          | 島津裕行、森田宏幸          | 岩田健志          |
| #15        |          | 不管哪個人都儘是些蠢貨            | 瀨古浩司          | 井出惠介、森田宏幸 大串映二 | 井出惠介          |
| #16        |          | 我一直都很害怕                    | 瀨古浩司          | 澤良輔、森田宏幸            | 米林拓            |
| #17        |          | 要嘔吐出來了                      | 瀨古浩司          | 島津裕行                    | 岩田健志          |
| #18        |          | 小黑，拜託了                      | 豬原健太          | 井出惠介、森田宏幸          | 井出惠介          |
| #19        |          | 做人家的狗也真不容易              | 瀨古浩司          | 澤良輔、森田宏幸            | 岩田健志          |
| #20        |          | 小黑，再有一次就好                | 豬原健太          | 森田宏幸、井出惠介 大串映二 | 井出惠介          |
| #21        |          | 這個國家會有一些大新聞的          | 瀨古浩司          | 澤良輔、森田宏幸 大串映二   | 岩田健志          |
| #22        |          | 添亂的明明是你                    | 豬原健太          | 井手惠介、森田宏幸          | 井手惠介          |
| #23        |          | 我不幹了                          | 瀨古浩司          | 島津裕行、菅井進            | 米林拓            |
| #24        |          | 這不就真的成為戰爭了嗎            | 瀨古浩司 豬原健太 | 井手惠介、森田宏幸          | 井手惠介          |
| #25        |          | 不過嘛，好像挺有意思的就這樣吧    | 瀨古浩司          | 安藤裕章                    | 安藤裕章          |
| #26 （終） |          | 我也跟你保證好了，佐藤先生        | 瀨古浩司          | 井手惠介、森田宏幸          | 井手惠介          |

| 話數 | 日文標題     | 中文標題     | 劇本     | 分鏡     | 演出              |
| ---- | ------------ | ------------ | -------- | -------- | ----------------- |
| 1    |              | 中村慎也事件 | 豬原健太 | 福島宏之 | 福島宏之 鹿住朗生 |
| 2    | Intermission | Intermission | 豬原健太 | 鹿住朗生 | 鹿住朗生          |

### 播放電視台
日本深夜動畫：下文記載的日本国内播放時間使用日本標準時間（UTC+9）表示。因為部分時間标识會採用30小时制，因此請留意这类超过24:00的时间，其實際播放時間為翌日清晨。
| 播放地區   | 播放電視台   | 播放期間                | 播放時間            | 播放區分  |
| 第1季      | 第1季        | 第1季                   | 第1季               | 第1季     |
| ---------- | ------------ | ----------------------- | ------------------- | --------- |
| 關東廣域圈 | TBS電視台    | 2016年1月16日－4月9日   | 星期五 25:55－26:25 | TBS電視網 |
| 近畿廣域圈 | 每日放送     | 2016年1月16日－4月9日   | 星期五 26:10－26:40 | TBS電視網 |
| 中京廣域圈 | 中部日本放送 | 2016年1月16日－4月9日   | 星期五 26:43－27:13 | TBS電視網 |
| 日本全國   | BS-TBS       | 2016年1月17日－4月10日  | 星期六 24:00－24:30 | 衛星電視  |
| 第2季      |              |                         |                     |           |
| 關東廣域圈 | TBS電視台    | 2016年10月8日－12月24日 | 星期五 26:25－26:55 | TBS電視網 |
| 近畿廣域圈 | 每日放送     | 2016年10月8日－12月24日 | 星期五 26:40－27:10 | TBS電視網 |
| 日本全國   | BS-TBS       | 2016年10月9日－12月25日 | 星期六 24:30－25:00 | 衛星電視  |

### BD / DVD
| 卷數     | 發行日期      | 收錄話         | 規格編號   | 規格編號 | 規格編號   |
| 卷數     | 發行日期      | 收錄話         | BD限定版   | BD通常版 | DVD限定版  |
| 電視動畫 | 電視動畫      | 電視動畫       | 電視動畫   | 電視動畫 | 電視動畫   |
| -------- | ------------- | -------------- | ---------- | -------- | ---------- |
| 1        | 2016年3月16日 | 第1話－第2話   | KIXA-90605 | KIXA-605 | KIBA-92253 |
| 2        | 2016年4月13日 | 第3話－第4話   | KIXA-90606 | KIXA-606 | KIBA-92254 |
| 3        | 2016年5月18日 | 第5話－第6話   | KIXA-90607 | KIXA-607 | KIBA-92255 |
| 4        | 2016年6月15日 | 第7話－第8話   | KIXA-90608 | KIXA-608 | KIBA-92256 |
| 5        | 2016年7月13日 | 第9話－第10話  | KIXA-90609 | KIXA-609 | KIBA-92257 |
| 6        | 2016年8月10日 | 第11話－第13話 | KIXA-90610 | KIXA-610 | KIBA-92258 |

## 真人電影
於2017年東寶上映。由佐藤健主演，本廣克行負責監督。
於動畫版為曾我部配音的鈴村健一，因其弟弟鈴村正樹為本作的動作監督輔佐的關係，令鈴村健一能以演員身份於本作飾演新聞主播岩清水憲明一角。此外，於動畫版為永井圭配音的宮野真守會於本作擔任旁白及為永井圭的IBM配音，而為佐藤配音的大塚芳忠亦擔任本作的電視廣告旁白。

## 外部連結
- （日語）漫畫版《亞人》簡介（Afternoon）（页面存档备份，存于）
- （日語）動畫版《亞人》官方網站（页面存档备份，存于）
- （日語）動畫版《亞人》節目官網（每日放送）（页面存档备份，存于）
- （日語）動畫版《亞人》官方的X（前Twitter）
- （日語）真人版電影《亞人》官方網站
- （日語）真人版電影《亞人》官方的X（前Twitter）
- （英文）真人版電影《亞人》IMDb（页面存档备份，存于）
- （繁體中文）真人版電影《亞人》台灣網站簡介（車庫娛樂）（页面存档备份，存于）